# Rodez–Marcillac repülőtér
A Rodez–Marcillac repülőtér (IATA: RDZ, ICAO: LFCR) egy nemzetközi repülőtér Franciaországban, Salles-la-Source közelében. Éves utasforgalma 69 937 fő (2022).

## Futópályák
A repülőtér futópályái:
- 13/31

## Légitársaságok és úticélok
| Légitársaság         | Célállomások                                       |
| -------------------- | -------------------------------------------------- |
| Amelia International | Párizs–Orly                                        |
| Ryanair              | Szezonális: Charleroi, London–Stansted, Manchester |

## Forgalom
Az utasforgalom az elmúlt években az alábbi módon változott:
| Utasok száma | 71 892 | 88 611 | 116 068 | 156 896 | 144 482 | 139 386 | 121 041 | 69 891 | 87 124 | 69 937 |
|              | 1997   | 2000   | 2003    | 2005    | 2008    | 2011    | 2014    | 2016   | 2019   | 2022   |